# Orde van Ali

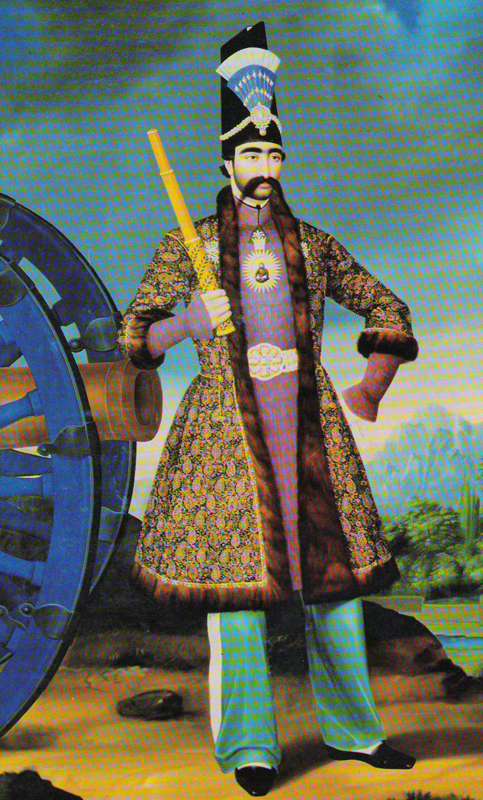
Naser ed-Din Kadjar met de op de borst de in diamanten uitgevoerde Orde van Ali

De sjahs van Kadjaren-dynastie droegen een in diamanten gevat ovaal portret van de sjiïtische heilige en imam Ali. Binnen Perzië droeg alleen de sjah deze onderscheiding die ook wel aan bevriende staatshoofden werd toegekend.
Hoewel er geen sprake lijkt te zijn geweest van statuten en de oprichtingsdatum onbekend is sprak Maximilian Gritzner in zijn "Handbuch" van een ridderorde. Het is onduidelijk hoe de vorsten het versiersel hebben gedragen. Het kan op de tulband zijn bevestigd maar ook op de borst of aan een lint zijn gedragen. Er is geen statuut en ook geen lint bekend.
Op het ovale schild is de knielende Imam Ali afgebeeld met een zwaard op zijn schoot en een gebedssnoer in zijn linkerhand. Boven het medaillon is een met diamanten bezette keizerskroon van de Kadjaren geplaatst. Ook de pluimen zijn met diamanten versierd. De betekenis is 'hoog' of 'verheven'. Het is de naam van Ali ibn Abu Talib, (600 — 661), neef en schoonzoon van de islamitische profeet Mohammed, die binnen de sjiitische islam vereerd wordt.